# Чучин, Борис
Борис Чучин (21 апреля 1955 или 25 апреля 1955 — 1981) — советский хоккеист, нападающий. Мастер спорта СССР.
Двукратный победитель (неофициальных) молодёжных чемпионатов мира (1974, 1975), победитель (1973) и серебряный призёр (1974) юниорского чемпионата Европы в составе сборной СССР. На МЧМ-75, набрав — как и швед Даг Бредберг — 8 (4+4) очков, разделил с ним звание лучшего бомбардира.
В высшей лиге СССР выступал за ленинградский СКА (сезоны 1972/73, 1974/75 — 1977/78; 128 матчей, 25 голов и 19 голевых передач). Обладатель Кубка Шпенглера (1977) в составе СКА. В 1978 году покинул СКА; затем выступал за ленинградские команды второй лиги — «Судостроитель» (1978/79) и «Ижорец» (1980/81).